# Lee Gwang-hyuk
Đây là một tên người Triều Tiên, họ là Lee.
Lee Gwang-hyuk (tiếng Hàn: 이광혁; sinh ngày 11 tháng 9 năm 1995) là một cầu thủ bóng đá Hàn Quốc thi đấu ở vị trí tiền đạo chạy cánh cho Pohang Steelers. Anh trai của anh Lee Gwang-hoon cũng là một cầu thủ bóng đá.

## Sự nghiệp
Anh gia nhập Pohang Steelers trước khi mùa giải 2014 khởi tranh.